# Парве

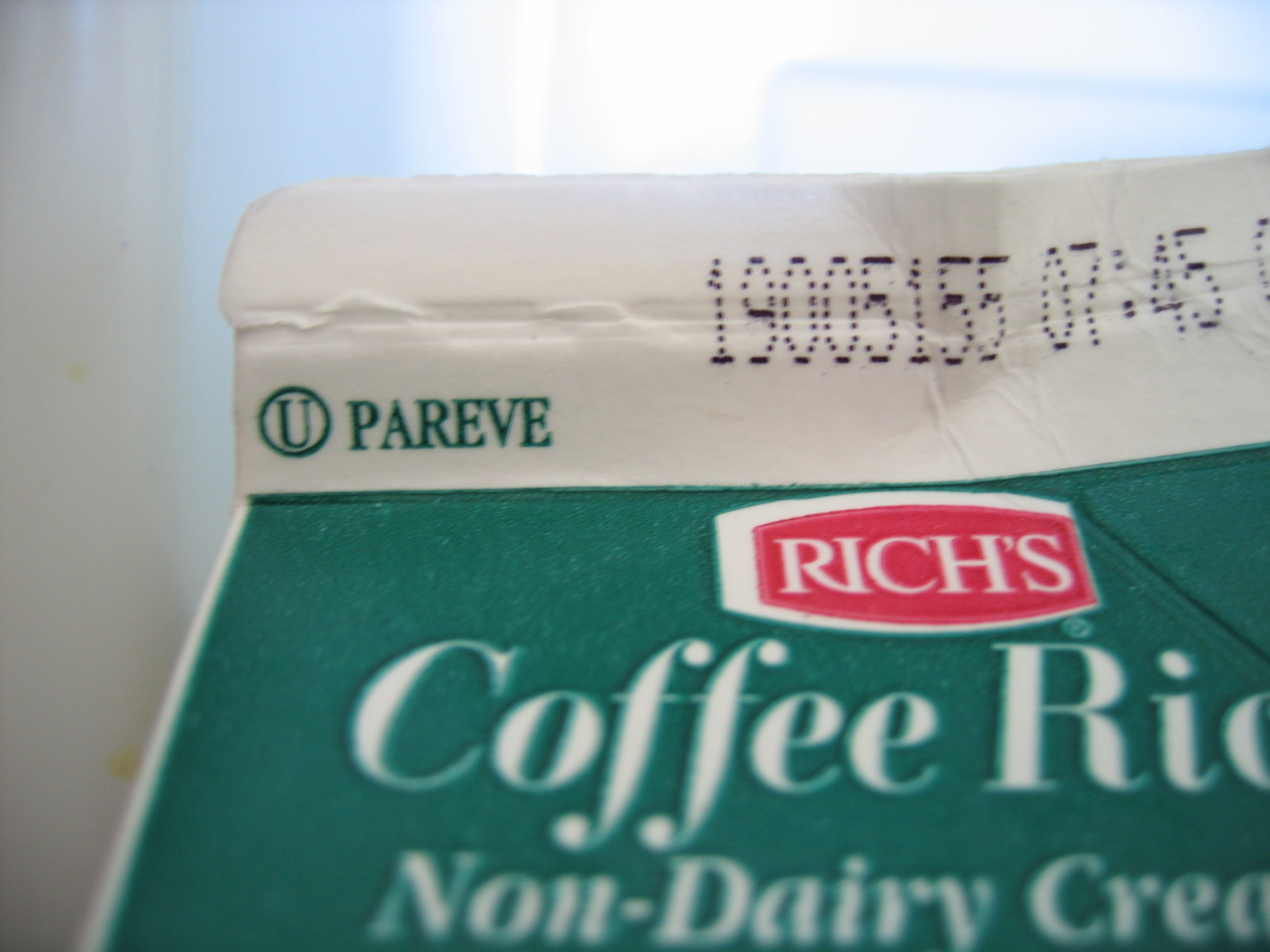
Безмолочний кавовий вершковий крем, позначений етикеткою pareve

Парве, також пареве (від їд. פּאַרעװע «нейтральний»; на івриті פַּרוֶוה‬ parveh, абоסְתָמִי‬ stami) — вид продуктів, які не містять ані молочних, ані м'ясних інгредієнтів та дозволених кашрутом до вживання як з м'ясними, так і з молочними продуктами. Зазвичай продукти, позначені як парве, є продуктами рослинного походження: фрукти, овочі, мед, зернові тощо, яйця та небіологічні їстівні продукти (такі як вода та сіль). Риба (лише кошерна риба) також є продуктом, визначеним як парве, але за існуючою традицією рибу не вживають одночасно з м'ясом. Такі напої, як безалкогольні напої, кава та чай, є пареве.
Кашрут забороняє вживати суміші молока і м'яса, вживати молоко і м'ясо в один і той же прийом їжі, вживати молочні продукти протягом певного періоду часу після вживання м'яса (період залежить від звичаю), а також вживати однакові страви як для молочних, так і для м'ясних продуктів. Продукти парве, будучи нейтральними, можна вживати з молочними або м'ясними продуктами.

## Закони кашруту
Знесені яйця вважаються парве, оскільки вони відокремлені від тварини. Але яйця, знайдені всередині птиці після її забою, вважаються частиною тварини і, отже, мають статус м'яса. Яйця, що продаються на ринку, як правило, не беруться від забитих тварин і тому є парве.
Кашрут вимагає, щоб звичайний хліб був парве, оскільки хліб є основним продуктом харчування, і є велика ймовірність забути, що хліб містить молочні або м'ясні інгредієнти. Хліб не обов'язково робити парве, якщо він має незвичну форму або споживається в той самий день, коли його випікають. Навіть вегетаріанці повинні утримуватися від випікання непарве хліба, оскільки кашрут однаково стосується всіх євреїв.
Їжа, яка містить лише парве інгредієнти, але контактує з молочними або м'ясними стравами в домашніх умовах або виготовлена на обладнанні, яке також використовується для виробництва молочного або м'ясного обладнання, зберігає статус парве, і її можна вживати після вживання молочних або м'ясних страв. Однак, якщо такий контакт відбувається, її можна вживати лише з молочними або м'ясними стравами відповідно. Деякі комерційні продукти, які є парве, але були виготовлені на молочному обладнанні, мають літери DE (молочне обладнання) після хехшер, щоб повідомити споживача про те, що продукт не можна вживати разом з м'ясом. Тим не менш, такий продукт можна вживати після м'ясної їжі.
Фармацевтичні препарати, що приймаються в медичних цілях і містять інгредієнти тваринного походження, хоча технічно і не є парве, але не вимагають періоду очікування після їх вживання, оскільки їх зазвичай ковтають, не розжовуючи, і вони мало контактують з порожниною рота. Закони кашруту не поширюються на фармацевтичні препарати, що приймаються з медичних причин. Вітаміни, з іншого боку, мають статус поживних речовин, а отже, закони кашруту повинні бути дотримані.
Хоча кошерні домогосподарства зазвичай мають два набори посуду, один для молочних продуктів, а інший для м'яса, деякі кошерні домогосподарства також мають третій набір посуду для парве, або, принаймні, кухонне приладдя, щоб можна було приготувати парве їжу, а потім додати її до молочних або м'ясних страв.
Хоча риба вважається парве, Талмуд застерігає не вживати рибу безпосередньо змішану з м'ясом, і звичай не дозволяє їсти і те, і інше на одній тарілці, якщо вони споживаються в один прийом їжі. За звичаєм Хабаду потрібно утримуватися від вживання риби з молоком, але поєднання риби з молочними продуктами (сиром, маслом тощо) є прийнятним. Набагато менш поширеною практикою є утримання від вживання риби в поєднанні з будь-якими молочними продуктами.
Галахічна концепція mar'it-ayin (מַרְאִית-עַיִן) забороняє вживати в їжу пареве їжу, яка виглядає молочною разом з м'ясом або навпаки. Однак, зважаючи на широку комерційну доступність таких імітацій молочної та м'ясної їжі, сьогодні це дозволено.
За словами Давида Лау, колишнього головного рабина Ізраїлю, м'ясо з пробірки можна вважати парве.

## Вживання в сленгу
Слово «pareve» також використовується в сучасному ізраїльському сленгу, щоб означати, що щось є посереднім або що в заяві бракує чіткого повідомлення.